# Lesknáčkovití (ptáci)
Lesknáčkovití (Platysteiridae) jsou čeleď zpěvných ptáků ze subsaharské Afriky. Její zástupci představují malé až středně velké pěvce, již se typicky vyznačují jasně zbarvenými laloky v blízkosti očí. Systematika této čeledi byla proměnlivá, k roku 2024 zahrnuje dva rody lesknáčků (Batis, Platysteira) a jeden rod pitoše (Lanioturdus), jenž žije v suchých oblastech jihozápadní Afriky a vyznačuje se spíše pozemním způsobem života.
Lesknáčkovití se živí hmyzožravě, někdy loví i menší druhy obratlovců. Sociální systém se pravděpodobně zakládá na monogamii, hnízdnímu páru může s péčí o mláďata pomáhat potomek z předchozí snůšky. Hnízda si tito ptáci budují z jemných rostlinných materiálů pospojovaných pavoučím hedvábím a umisťují je na vodorovně orientované větve. Snůška činí 1 až 3 vejce, inkubace trvá 17 až 18 dní, přičemž rodičovské povinnosti často ve větší míře zajišťuje samice. Mláďata se opeří asi za 16 dní, i následně však využívají péče rodičů.

## Systematika
Za popisnou autoritu čeledi Platysteiridae je pokládán buďto Sundevall, 1872, anebo Mathews, 1922. Na základě IOC World Bird List, v14.1 zahrnuje tato čeleď následující tři rody:
- Batis Boie, 1833 – lesknáček;
- Lanioturdus Waterhouse, 1838 – pitoš;
- Platysteira Jardine & Selby, 1830 – lesknáček.

V rámci rodu Platysteira se sdružují zástupci bývalého rodu Dyaphorophyia, a to na základě výsledků studie Njabo & kol., 2008, neboť původní rod Dyaphorophyia byl s ohledem na rod Platysteira parafyletický. Obě skupiny však vykazují určité vzhledové odlišnosti, zástupci rodu Platysteira v užším smyslu jsou obecně větší, s červenými laloky okolo očí, zatímco zástupci bývalého rodu Dyaphorophyia jsou menší, s kratším ocasem, pestřejším peřím a modrými, zelenými nebo fialovými laloky okolo očí. Určité pochybnosti panují i o tom, zda je monofyletický samotný rod Batis.
Sborník Handbook of the Birds of the World z roku 2006 mezi lesknáčkovité řadí i monotypické rody Megabyas, Bias a Pseudobias, jež nyní spadají do čeledi vangovitých (Vangidae). Naproti tomu rod Lanioturdus býval řazen do čeledi čagrovití (Malaconotidae), nyní je pokládán za bazální linii lesknáčkovitých.